# 애벌레꽃
애벌레꽃(학명: Gymnostachys anceps 김노스타키스 앙켑스[*])은 천남성과의 단형 아과인 애벌레꽃아과(----亞科, 학명: Gymnostachydoideae 김노스타키도이데아이[*])의 단형 속인 애벌레꽃속(----屬, 학명: Gymnostachys 김노스타키스[*])에 속하는 유일한 종이다. 오스트레일리아의 고유종으로, 뉴사우스웨일스주 및 퀸즐랜드주에 분포한다.